# Metropolis Bridge
Die Metropolis Bridge ist eine eingleisige Eisenbahnbrücke über den Ohio zwischen der Stadt Metropolis in Illinois und dem McCracken County in Kentucky. Nach einer mehrjährigen Planungsphase wurde sie zwischen 1915 und 1917 von der Paducah and Illinois Railroad errichtet, einer zu gleichen Teilen von der Nashville, Chattanooga and St. Louis Railway und der Chicago, Burlington and Quincy Railroad gegründeten Bau- und Betreibergesellschaft. Die fast zwei Kilometer lange Stahlbrücke besitzt mit 220 Metern den weltweit zweitlängsten einfachen Fachwerkträger einer Eisenbahnbrücke und war ursprünglich für einen zweigleisigen Ausbau konzipiert, der während ihres über 100-jährigen Bestehens aber nie umgesetzt wurde. Die Paducah and Illinois Railroad ist weiterhin Eigner der Brücke, die heute von mehreren Eisenbahngesellschaften aus den USA und Kanada genutzt wird.

## Geschichte

### Paducah and Illinois Railroad

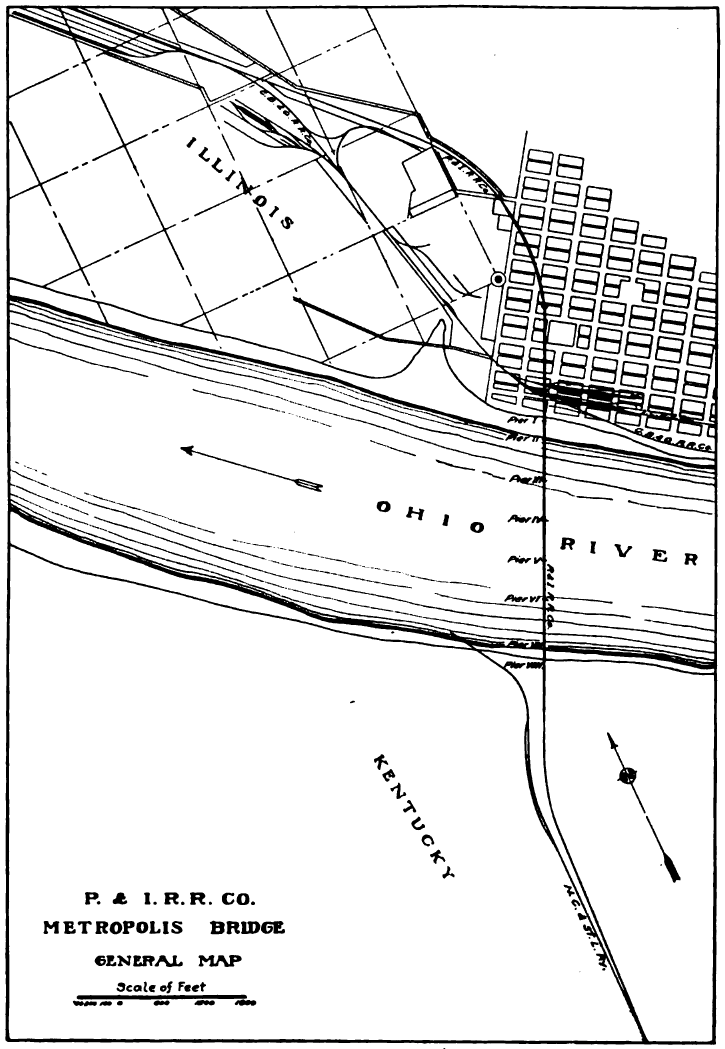
Lage der Brücke über den Ohio und Verlauf der Paducah and Illinois Railroad, rechts oben die Stadt Metropolis

Der Bau der Brücke geht auf Planungen einer Verbindung zwischen Chicago und dem Golf von Mexiko zurück, die Anfang des 20. Jahrhunderts von mehreren Eisenbahngesellschaften initiiert, aber schließlich nur von der Nashville, Chattanooga and St. Louis Railway (NC) und der Chicago, Burlington and Quincy Railroad (CB&Q) in Angriff genommen wurde, welche zur Verbindung ihrer Streckennetze schließlich eine etwa 20 Kilometer lange Eisenbahnverbindung zwischen Paducah in Kentucky und Metropolis in Illinois, einschließlich einer Brücke über den Ohio, realisierten. Für den Bau und Betrieb der Verbindung wurde um 1914 von den Eisenbahngesellschaften zu gleichen Teilen die Paducah and Illinois Railroad Company gegründet; eine reine Infrastrukturgesellschaft, die seither weder Personal noch Schienenfahrzeuge hat.
Zwischen 1906 und 1911 erfolgten erste Untersuchungen zur Streckenführung und zum Standort der Brücke, den man 1912 finalisierte. Der Brückenbauingenieur der CB&Q, Charles Hopkins Cartlidge, wurde zum Chefingenieur (chief engineer) ernannt und Ralph Modjeski als beratender Ingenieur (consulting engineer) engagiert. Nach der Planungsphase verzögerte sich die Ausführung mit dem Ausbruch des Ersten Weltkriegs 1914 unter anderem wegen Finanzierungsproblemen. Die Eisenbahngleise zum Brückenstandort wurden dann bis Mitte 1915 verlegt und anschließend mit dem Bau der Brücke begonnen. Nach einer plötzlichen und kurzen Krankheit verstarb Cartlidge am 14. Juni 1916, woraufhin man Modjeski mit der weiteren Ausführung als Chefingenieur beauftragte; die Fertigstellung erfolgte bis Ende 1917.
Mitnutzer der Brücke war die Illinois Central Railroad (IC), die 1924 ein Drittel der Anteile an der Infrastrukturgesellschaft von der NC und der CB&Q erwarb. Die IC betrieb zwar mit der Cairo Rail Bridge schon eine Brücke über den Ohio in der Nähe von Cairo in Illinois; durch das stetig zunehmende Verkehrsaufkommen war diese aber an ihrer Kapazitätsgrenze und die IC musste zur Entlastung eine zusätzliche Umgehungsstrecke bauen (Edgewood Cutoff), deren Bestandteil die Metropolis Bridge werden sollte.

### Planung und Bau der Brücke
Nach der Festlegung des Standortes der Brücke musste für die Überquerung des etwa einen Kilometer breiten Flusslaufes des Ohio die geeignetste Konstruktionsform bestimmt werden. Die Vorgaben des War Department erforderten eine lichte Weite von mindestens 213 Metern (700 Fuß) für den Schiffsverkehr auf der Kentucky-Seite sowie eine lichte Höhe von 16 Metern, bezogen auf den Hochwasserpegel von 1887 (etwa 32 Meter über Niedrigwasser). Für Eisenbahnbrücken dieser Dimension wurden zu jener Zeit vorwiegend Stahl-Fachwerkbrücken verwendet, wobei für große Spannweiten Gerberträger Anwendung fanden; den längsten einfachen Fachwerkträger zwischen zwei Auflagern besaß seinerzeit die MacArthur Bridge in St. Louis mit 204 Metern.

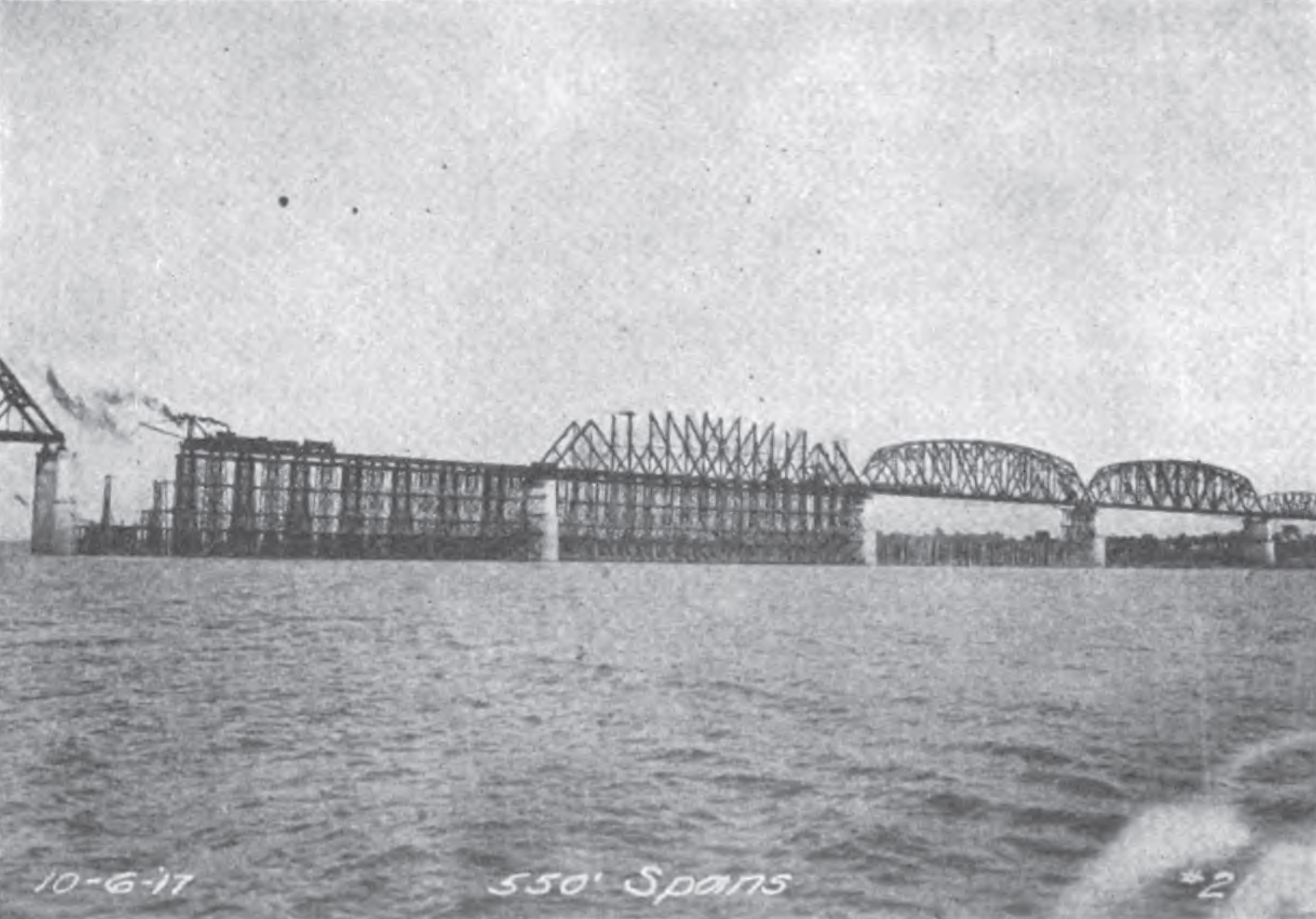
Errichtung der mittleren Fachwerkträger im Oktober 1917

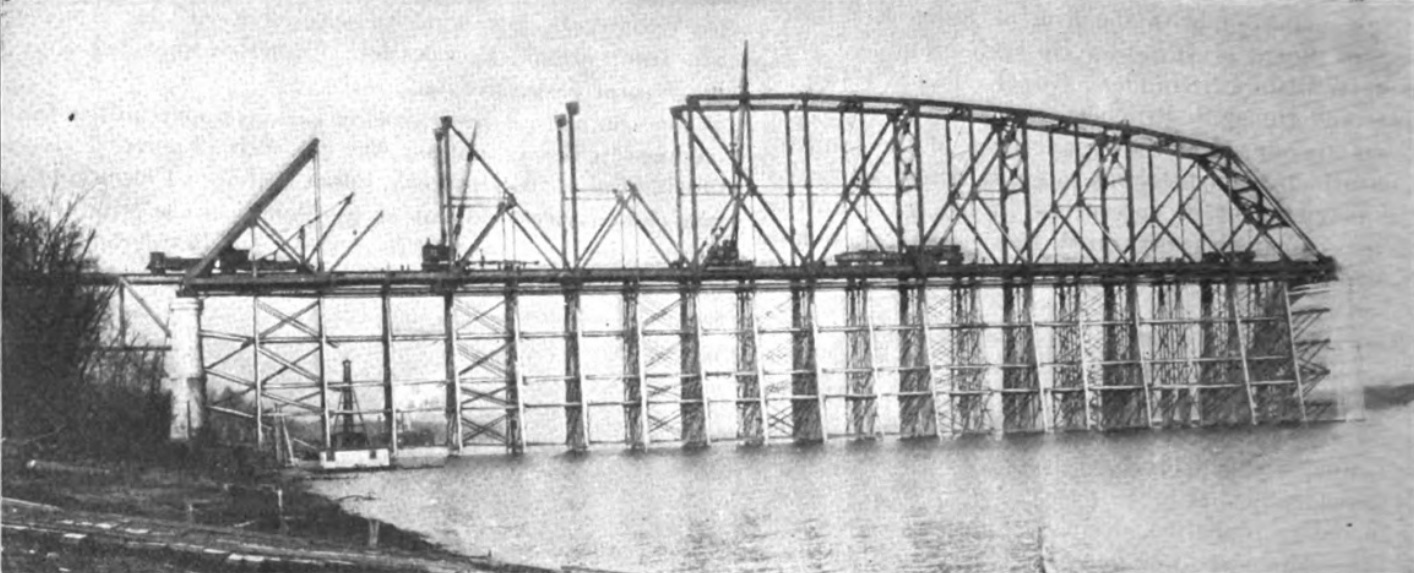
Aufbau des ersten und mit 220 m längsten Fachwerkträgers mittels Derrickkränen im November 1916

Im Fall der Metropolis Bridge zeigte ein Design als Auslegerbrücke mit Gerberträger keine besonderen ökonomischen Vor- oder Nachteile, die Errichtung im Freivorbau ist in der Regel aber einfacher und sicherer, da keine zusätzlichen Gerüste nötig sind, die durch mögliche auftretende Fluten teilweise oder ganz zerstört werden können. Im vorliegenden Flussabschnitt des Ohio wurde die Gefahr aber als gering eingestuft. Zudem lag das Grundgestein fast 70 Meter unterhalb des Flussbettes, was auch mittels Senkkästen für den Pfeilerbau nicht erreichbar war und diese somit auf dem darüber liegenden Quarzsand ruhen mussten. Cartlidge entschied sich daher für eine klassische Fachwerkbrücke mit einzelnen separaten Trägern, da ein späteres Absenken eines Brückenpfeilers bei einer zusammenhängenden Gerberträgerbrücke größere Auswirkungen hätte und sich zudem mit einzelnen Fachwerkträgern seiner Ansicht nach eine höhere Steifigkeit realisieren ließ. Um aber den Vorgaben gerecht zu werden, musste er mit 220 Metern Spannweite den damals längsten einfachen Fachwerkträger konstruieren, der seitdem bei Eisenbahnbrücken nur von der Spoorbrug Nijmegen (1983) übertroffen wurde.
Insgesamt entwarfen Cartlidge und Modjeski für den etwa einen Kilometer langen zentralen Teil der Brücke sieben Fachwerkträger zwischen 76 und 220 Metern Länge, die auf acht Strompfeilern aus Stahlbeton ruhen. Um die geforderte lichte Höhe von 32 Metern über Niedrigwasser zu erreichen, schlossen sich ausgedehnte ansteigende Zufahrten an, die man durch Trestle-Brücken von insgesamt einem weiteren Kilometer Länge realisierte. Die Errichtung der Strompfeiler erfolgte ab Mitte 1915 durch die Union Bridge & Construction Co. aus Kansas City und die Herstellung und der Aufbau des Stahlüberbaus durch die American Bridge Company. Der 220-Meter-Träger wurde mittels Derrickkränen ab August 1916 errichtet und konnte nach 106 Tagen im Dezember fertiggestellt werden. Es folgten die kleineren Träger bis Dezember des Folgejahres – die Trestle-Brücken der Zufahrten wurden zwischenzeitlich aufgebaut – und der erste Zug konnte die Brücke am 15. Dezember 1917 passieren.

### Heutige Nutzung

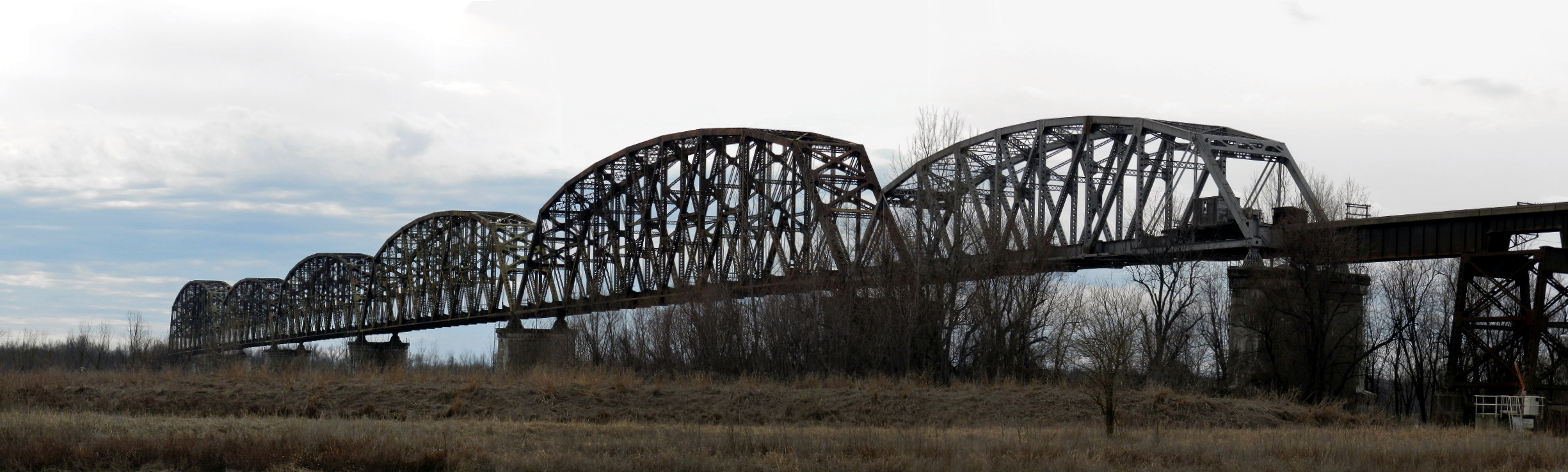
Die Metropolis Bridge 2013

Die seit über hundert Jahren bestehende Eisenbahnverbindung zwischen Paducah und Metropolis, einschließlich der Metropolis Bridge, ist nach wie vor im Besitz der Paducah and Illinois Railroad. Die Anteile an der reinen Infrastrukturgesellschaft sind aber über die Jahre auf andere Eisenbahngesellschaften übergegangen, welche die Verbindung zum Teil weiterhin nutzen. Die Nashville, Chattanooga and St. Louis Railway fusionierte 1957 mit der Louisville and Nashville Railroad, die in den 1980er-Jahren in der CSX Corporation aufging. Die Anteile an der Paducah and Illinois Railroad wurden 1996 von CSX Capital Management an die Paducah & Louisville Railway veräußert. Die Chicago, Burlington and Quincy Railroad war seit 1970 Bestandteil der Burlington Northern Railroad, die 1996 zur BNSF Railway fusionierte. Die Illinois Central Railroad als dritter Anteilseigner wurde 1998 von der Canadian National Railway aufgekauft. Zudem verkehren Züge der Union Pacific Railroad über die Brücke.

## Beschreibung

### Fachwerkträger der Hauptbrücke
Den Fluss überspannen sieben stählerne Fachwerkträger unterschiedlicher Größe und Bauform. Von Norden aus auf der Illinois-Seite beginnend, sind dies ein Träger mit 91 m, vier mit 168 m und einer mit 220 m Länge, jeweils mit gebogenem Obergurt und untenliegendem Gleis, sowie ein 76 m langer parallelgurtiger Träger mit obenliegendem Gleis auf der Kentucky-Seite im Süden. Der erste und der letzte Fachwerkträger sind als einfaches Ständerfachwerk ausgeführt, die fünf großen Fachwerkträger besitzen zusätzliche Pfosten sowie zusätzliche Längs- und Querverstrebungen im unteren Bereich, wodurch die Fachwerkfelder nochmals unterteilt und verstärkt werden. Diese als Pennsylvania truss bezeichnete Bauform wurde von der Pennsylvania Railroad entwickelt und bis in die 1930er-Jahre verwendet. Sie war bei höheren Traglasten im Design materialsparender als ältere Fachwerkskonstruktionen, was zur Minimierung des Eigengewichtes gerade bei großen Spannweiten von Bedeutung war.

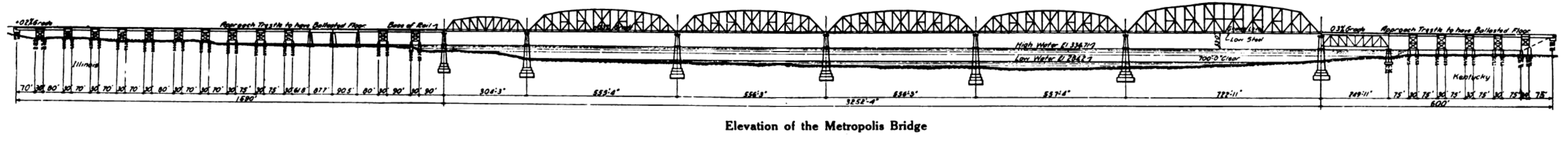
Schematische Zeichnung der Metropolis Bridge über den Ohio River von 1915. Die Gesamtlänge beträgt fast 2 km, die Hälfte davon entfällt auf die zentralen Fachwerkträger. Die lichte Höhe ist bei Hochwasser etwa 16 m; Längenangaben in den angloamerikanischen Einheiten Fuß (′) und Zoll (″).

Statisch bedingt steigt bei Fachwerkträgern die Höhe mit der Spannweite. Für den größten Träger der Metropolis Bridge beträgt diese 34 m, bei einer Breite von etwa 12 m; die bis zu einem Meter breiten Gurte der Fachwerke haben dabei einen Abstand von etwa 11 m zwischen ihren Mittelachsen. Die nur auf Zug belasteten Strukturelemente sind bei den fünf großen Trägern aus Augenstäben von bis zu 22 m Länge aufgebaut und mit Bolzen zwischen 30 und 40 cm Durchmesser miteinander und mit den restlichen Stäben und Gurten verbunden; alle anderen Verbindungen sind genietet. Für den 220-Meter-Fachwerkträger wurden insgesamt 3540 t Stahl verbaut, wobei die schwersten verarbeiteten Teile der Gurte bis zu 40 t wogen. Es sollte bei Eisenbahnbrücken der längste jemals in den USA gebaute klassische Fachwerkträger zwischen zwei Auflagern (Einfeldträger) bleiben. Modjeski entwarf aber später für die Mears Memorial Bridge (1923) in Alaska mit 213 m noch einen Träger ähnlicher Bauform und Länge für eine Eisenbahnbrücke. 1929 wurde zudem mit der Brookport Bridge eine Straßenbrücke mit einem klassischen Fachwerkträger von 218 m Länge errichtet, die den U.S. Highway 45 einige Kilometer flussaufwärts von der Metropolis Bridge über den Ohio führt, sowie mit der Jennings Randolph Bridge von 1977 bei East Liverpool – für den U.S. Highway 30 – ebenfalls eine Fachwerk-Straßenbrücke über den Ohio mit einem 227-Meter-Träger. Der weltweit längste Einfeldträger wurde 1983 in den Niederlanden beim Neubau der Eisenbahnbrücke Nijmegen (Spoorbrug Nijmegen) mit 235 Metern errichtet.

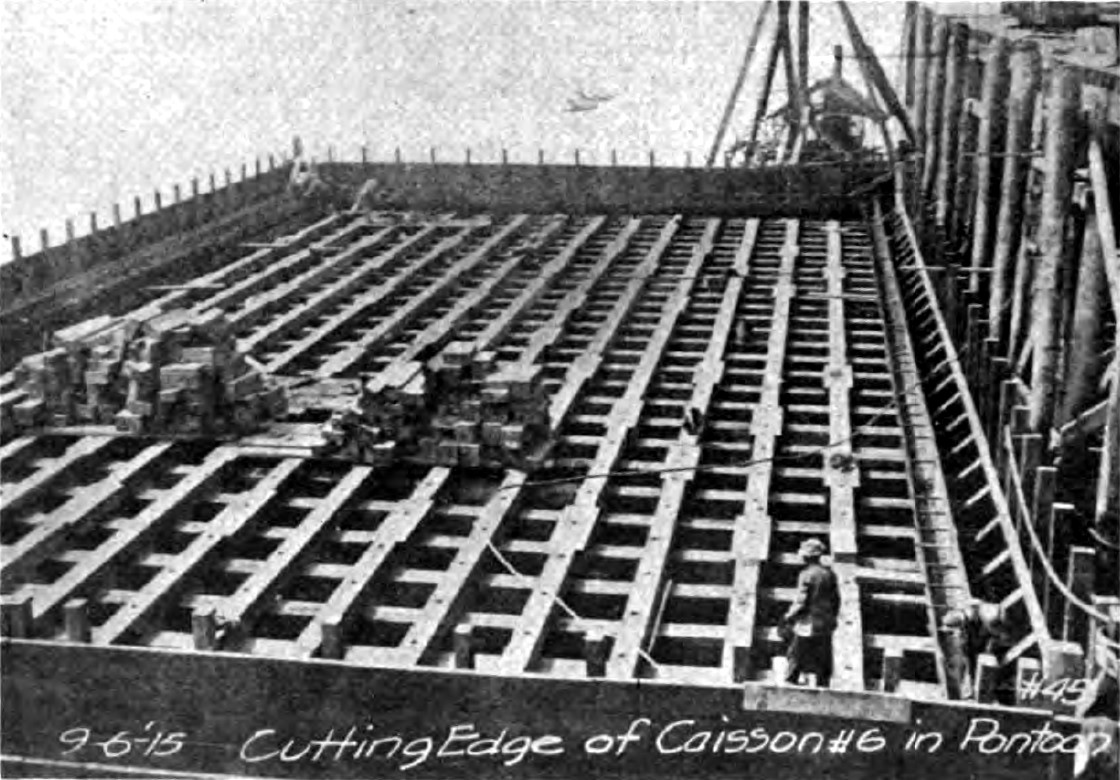
Bau des Senkkasten von Strompfeiler Nr. 6 vor seiner Absenkung 1915; Grundfläche 18 m × 34 m

Die Fachwerkträger ruhen auf sieben großen Strompfeilern und einem kleineren am Südufer (durchnummeriert von Nord nach Süd). Die sieben großen Pfeiler wurden mittels Senkkästen errichtet, für den kleineren kam ein Kofferdamm zum Einsatz. Da das Grundgestein in einer Tiefe von circa 70 m nicht erreichbar war, konnten die großen Pfeiler nur bis in die darüber liegende Quarzsandschicht abgesenkt werden; in Tiefen von bis zu 30 m unterhalb Niedrigwasser. Um eine ausreichende Standfestigkeit in diesem Untergrund zu gewährleisten, verwendete man außergewöhnlich große Grundflächen der Senkkästen und somit der späteren Fundamente. Für den am stärksten belasteten 6. Strompfeiler (zwischen dem 220-Meter-Träger und einem 168-Meter-Träger) betrug diese 18,4 m × 33,7 m. Die Pfeiler verjüngen sich nach oben stufenweise bis zur Lagerauflage auf 3,4 m × 13,4 m.

### Trestle-Brücken der Zufahrten

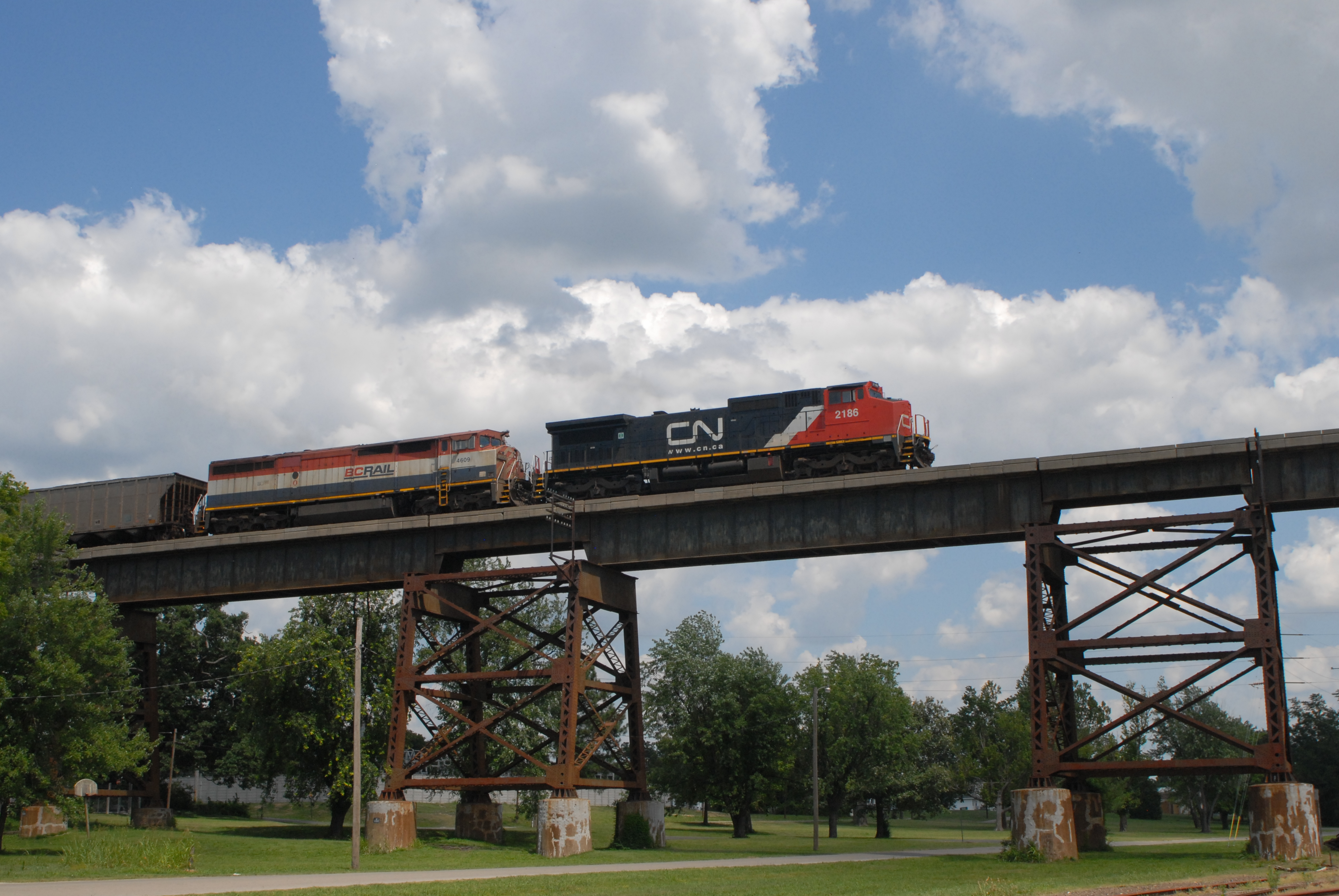
Güterzug der CN auf der Trestle-Brücke der Illinois-Seite 2012

An die 1068 m lange Hauptbrücke schließen sich zu beiden Seiten leicht ansteigende Trestle-Brücken an. Die auf der Nordseite in Illinois hat eine Länge von 486 m, die auf der Südseite in Kentucky ist mit 184 m deutlich kürzer, die Steigung beträgt für beide 3 ‰. Beide Brücken bestehen aus insgesamt 17 Stahlgittermasten, die auf je vier Betonfundamenten ruhen, welche mittels Pfahlgründung im Untergrund verankert sind. Auf der Nordseite wird das Ensemble durch drei weitere gemauerte Steinpfeiler unterbrochen, um hier genügend Raum für unter der Brücke verlaufende Gleise zu schaffen. Auf den Stahlgittermasten liegen 9 m lange Balkenbrücken aus Stahl-Vollwandträgern auf; zwischen den Pfeilern variiert die Länge von 21 bis 27 m. Auf den Balkenträgern befindet sich eine Stahlbetonplatte zur Aufnahme der Schotter-Bettung des Gleises. Die Hauptbrücke und die Trestle-Brücken waren für einen zweigleisigen Ausbau konzipiert. Für das zweite Gleis hätten dann zusätzliche Balkenbrücken auf den Pfeilern der Trestle-Brücken angebracht werden müssen, die dafür ausreichend breit konstruiert waren. Da aber vorerst nur ein eingleisiger Betrieb vorgesehen war, verlief das Gleis in Zentrum der Brücke und die Balkenbrücken lagen mittig auf den Pfeilern. Die zweigleisige Erweiterung wurde allerdings in ihrem über 100-jährigen Bestehen nie umgesetzt.

## Eisenbahnbrücken mit den längsten Einfeldträgern in den USA
| Bild | Brücke                                                            | Fertigstellung | Lage                                   | Fachwerktyp                                       | Spannweite 1 | Höhe 1 | Breite 1                   | Gewicht 1 | Entwurf                                  |
| ---- | ----------------------------------------------------------------- | -------------- | -------------------------------------- | ------------------------------------------------- | ------------ | ------ | -------------------------- | --------- | ---------------------------------------- |
|      | Metropolis Bridge (zweigleisig) 2                                 | 1917           | Metropolis (Illinois) Ohio River       | Pennsylvania truss (Niet- und Bolzenverbindungen) | 220 m        | 34 m   | 12 m                       | 3540 t    | Charles Hopkins Cartlidge Ralph Modjeski |
|      | Mears Memorial Bridge (eingleisig)                                | 1923           | Nenana (Alaska) Tanana River           | Pennsylvania truss (Niet- und Bolzenverbindungen) | 213 m        | 29 m   | 12 m                       | 2160 t    | Modjeski & Angier                        |
|      | Henderson Bridge (zweigleisig) 2                                  | 1932           | Henderson (Kentucky) Ohio River        | Warren truss 3 (nur Nietverbindungen)             | 204 m        | 31 m   | 11 m                       | 4120 t    | J. M. Salmon W. H. Courtenay             |
|      | MacArthur Bridge (zweigleisig mit Straßenebene) 4                 | 1912 5         | St. Louis (Missouri) Mississippi River | Pennsylvania truss (Niet- und Bolzenverbindungen) | 204 m        | 34 m   | 12 m (Straßenebene 16 m)   | 4210 t    | Boller & Hodge                           |
|      | Fourteenth Street Bridge (zweigleisig) 2                          | 1919           | Louisville (Kentucky) Ohio River       | Pennsylvania truss (nur Nietverbindungen)         | 196 m        | 35 m   | 11,5 m                     | 5630 t    | J. C. Bland                              |
|      | Kentucky & Indiana Terminal Bridge (zweigleisig mit Fahrbahnen) 6 | 1912           | Louisville (Kentucky) Ohio River       | Pennsylvania truss (Niet- und Bolzenverbindungen) | 188 m        | 35 m   | 11 m (mit Fahrbahnen 19 m) | 3992 t    | James B. Willson                         |